# Ayesha Dutt
Ayesha Dutt (5 de junho de 1960) é uma produtora de cinema indiana, ex-modelo e atriz.

## Biografia
Seu pai é bengali, Ranjan Dutt, um vice-marechal da Força Aérea Indiana, e Claude Marie Dutt De Cavey, uma belga. Ayesha disputou o concurso Miss Young World em Manila.

## Vida pessoal
Dutt se casou com seu namorado de longa data e ator de Bollywood, Jackie Shroff, no seu aniversário em 5 de junho de 1987. Mais tarde, ela se tornou produtora de cinema. O casal dirige uma empresa de mídia, Jackie Shroff Entertainment Limited. Eles detinham em conjunto 10% das ações da Sony TV desde seu lançamento até 2012, quando venderam sua participação. Eles tem dois filhos, Tiger Shroff (nascido em 1990), um ator de Bollywood, e uma filha, Krishna Shroff (nascido em 1993).
Em 2009, Dutt teve um suposto caso com Sahil Khan quando os dois fundaram uma produtora juntos. A parceria comercial terminou no final de 2014, quando ela abriu um processo judicial contra ele. Em troca, o advogado do ator apresentou algumas fotos íntimas ao tribunal, que colocou Sahil e Ayesha em uma situação comprometedora, implicando que havia muito mais do que apenas compromisso profissional entre os dois.